# Baidyabati
Baidyabati è una suddivisione dell'India, classificata come municipality, di 108.231 abitanti, situata nel distretto di Hooghly, nello stato federato del Bengala Occidentale. In base al numero di abitanti la città rientra nella classe I (da 100.000 persone in su).

## Geografia fisica
La città è situata a 22° 47' 6 N e 88° 19' 29 E e ha un'altitudine di 14 m s.l.m..

## Società

### Evoluzione demografica
Al censimento del 2001 la popolazione di Baidyabati assommava a 108.231 persone, delle quali 56.429 maschi e 51.802 femmine. I bambini di età inferiore o uguale ai sei anni assommavano a 8.516, dei quali 4.422 maschi e 4.094 femmine. Infine, coloro che erano in grado di saper almeno leggere e scrivere erano 85.545, dei quali 46.326 maschi e 39.219 femmine.